# Love Lockdown
"Love Lockdown" er den første single fra Kanye Wests album 808s & heartbreak fra 2008.
Love Lockdown er skrevet af Kanye West, og nummeret blev spillet første gang den 7. september 2008 i forbindelse med MTV Video Award. Elleve dage senere, 18. september 2008, udkom den som single.
Love Lockdown blev en kommerciel succes på iTunes med over 2.5 mio salg.[kilde mangler]